# Asunción Izquierdo Albiñana
Asunción Izquierdo Albiñana (San Luis Potosí, San Luis Potosí, 21 de febrero de 1910-Ciudad de México, 6 de octubre de 1978) fue una escritora mexicana enfocada en narrativa, poesía y teatro que utilizó varios seudónimos para publicar su obra, incluyendo Ana Mairena, Pablo María Fonsalba y Alba Sandoiz. Entre sus obras se encuentran Andreïda o El Tercer Sexo (1938), La Selva Encantada (1945), Los extraordinarios (1961), y Cena de Cenizas (1975). Su obra se caracteriza por escapar las formas establecidas, además de cuestionar y subvertir las tendencias literarias e ideológicas de su época.

## Biografía
María de la Asunción Magdalena Felícitas Izquierdo Albiñana nació en San Luis Potosí, siendo la hija mayor de una pareja valenciana, un sacerdote y una monja que huyeron de España. Su padre fundó la Librería Española en la ciudad de San Luis Potosí, donde Izquierdo ayudaba en la venta y atención a clientes.
A la par, y junto a sus tres hermanos, obtuvo una educación que incluía la pintura, aprendizaje de otros idiomas, como el inglés, francés, alemán, ruso e italiano. En 1927, se casó a los 17 años con Gilberto Flores Muñoz, uno de los fundadores del Partido Nacional Revolucionario (PNR).
Sus dos primeras novelas, Andreïda o el Tercer Sexo (1938) y Caos (1940), las publicó con su inicial y sus apellidos. Después de que Flores Muñoz fue electo senador de la república por San Luis Potosí en 1940, le prohibió a Izquierdo continuar escribiendo, en especial si su obra contenía críticas a la clase alta, desigualdades sociales y al gobierno. Izquierdo continuó escribiendo a escondidas, usando seudónimos para publicar. 
Sus siguientes novelas, La Selva Encantada (1945) y Taetzani (1946), fueron publicadas con el nombre de Alba Sandoiz. Después de que Flores Muñoz, recién electo gobernador de Nayarit, descubriera la identidad detrás de Sandoiz, Izquierdo usó el nombre de Pablo María Fonsalba para publicar el cuento La ciudad sobre el lago (1949), con el que ganó el Concurso del Cuento Mexicano de El Universal Gráfico. 
En 1960, bajo el nombre de Ana Mairena, publicó Los Extraordinarios, con el que fue finalista en el Premio Biblioteca Breve, novela basada en el asesinato de Mercedes Cassola y su amante Icilio Massini. 
En 1975, tras la negativa de Adolfo Ruiz Cortines de nombrar a Flores Muñoz como su sucesor, eligiendo en su lugar a Adolfo López Mateos, Izquierdo publicó Cena de Cenizas, novela sobre una joven estudiante que, tras quedar embarazada, comienza a trabajar en una oficina gubernamental. Durante esos años, también escribió con ese seudónimo columnas semanales en el diario El Día

### Muerte y posterior
El 6 de octubre de 1978, los cuerpos de Izquierdo y Flores Muñoz fueron hallados en su casa, en Ciudad de México, presentado severas lesiones provocadas por un machete. Una semana después, las autoridades declararon a Gilberto Flores Alavez, nieto de la pareja, como el autor del crimen. Fue condenado a 28 años en prisión, cumpliendo 10 años de su sentencia. El escritor Vicente Leñero basó su novela Asesinato. El doble crimen de los Flores Muñoz en este caso. 
En 2022, la Dirección de Publicaciones y Fomento Editorial de la UNAM, dentro de la Colección Vindictas, publicó Cena de Cenizas, con una introducción de Francesca Dennstedt, volviendo la novela disponible por primera vez en décadas.

## Obra

### Novela
- Andreida o el Tercer sexo (1938)
- Caos (1940)
- La selva encantada (1945)
- Taetzani (1946)
- La ciudad sobre el lago (1949)
- Los extraordinarios (1961)
- Cena de cenizas (1975)

### Poesía
- El cántaro a la puerta (1952)

### Teatro
- El apóstol regresa (1958)